# Strumaria leipoldtii
Strumaria leipoldtii är en amaryllisväxtart som först beskrevs av Harriet Margaret Louisa Bolus, och fick sitt nu gällande namn av Deirdré Anne Snijman. Strumaria leipoldtii ingår i släktet Strumaria och familjen amaryllisväxter. Inga underarter finns listade i Catalogue of Life.